# 史瓦西度規
史瓦西度規（Schwarzschild metric），又稱史瓦西幾何、史瓦西解，是卡爾·史瓦西於1915年針對广义相对论的核心方程——愛因斯坦場方程式——关于球状物质分布的解。根據伯考夫定理（Birkhoff's theorem），史瓦西解可說是愛因斯坦方程最一般的球對稱真空解。這樣的解又可被稱作史瓦西黑洞，此種幾何對應一個靜止不旋轉、不帶電荷之黑洞。在物理上它可以對應任何球對稱星球外部的時空幾何。因此常常用於近似於不同旋轉緩慢（遠小於光速）的天體的重力場，例如恆星、行星等。
在史瓦西解中，只有一個刻劃該解的參數，可以看成是史瓦西黑洞的質量。因此某方面來說，一個史瓦西黑洞只能用他的質量來區別，兩質量相等的史瓦西黑洞在物理上是完全一樣的。史瓦西解有個很重要的超曲面叫做事件視界，在事件視界內發生的事件無法被事件視界外的觀測者觀測到。它並非任何物理上實際存在的介面，事實上，如果有一觀測者通過事件視界，他不會感受到任何異狀。但是一旦通過事件視界，觀測者將無法回到黑洞外部。視界的大小由史瓦西半徑描述，質量為{\displaystyle M}的黑洞，史瓦西半徑為
{\displaystyle r=2MG/c^{2}.}
此外史瓦西解另一個重要的特徵是它包含了奇異點。在奇異點時空的曲率發散，古典的廣義相對論並不適用在奇異點上，故實如何在物理上詮釋奇異點並不明確。可能需要一個可以考慮量子效應的量子重力理論才能給出好的解釋。任何通過事件視界的類時(time-like)的觀測者都會碰到奇異點。

## 史瓦西度規
利用史瓦西座標，史瓦西度規可以表示成如下形式：
{\displaystyle \mathrm {d} s^{2}=c^{2}\left(1-{\frac {2GM}{c^{2}r}}\right)\mathrm {d} t^{2}-\left(1-{\frac {2GM}{c^{2}r}}\right)^{-1}\mathrm {d} r^{2}-r^{2}\mathrm {d} \Omega ^{2},}
其中{\displaystyle G}是重力常數，{\displaystyle c}是光速，{\displaystyle M}解釋為產生重力的物體之質量，而
{\displaystyle \mathrm {d} \Omega ^{2}=\mathrm {d} \theta ^{2}+\sin ^{2}\theta \mathrm {d} \varphi ^{2}\,}
是二維球面(2-sphere)上的標準度規（即：立體角的標準單元）。
定義
{\displaystyle r_{s}={\frac {2GM}{c^{2}}}}
稱作史瓦西半徑，在史瓦西解中扮演關鍵角色。
史瓦西度規實際上是真空場方程式的解析解，意思上表示其僅在重力來源物體以外的地方能夠成立。也就是說，對一半徑{\displaystyle R}之球狀體，此解僅在{\displaystyle r>R}時成立。然而，若{\displaystyle R}少於史瓦西半徑{\displaystyle r_{s}}，此時解描述的是一個黑洞。為了要描述重力來源物體內部與外部兩者的重力場，史瓦西解必須跟一個適當的內部解在{\displaystyle r=R}處連續。而內部解的形式多樣，例如如果把星球視為不可壓縮流體，則內部解為史瓦西內度規(Interior Schwarzschild metric)。
此外，注意到當{\displaystyle M\to 0}或{\displaystyle r\rightarrow \infty }，史瓦西度規近似為閔可夫斯基時空：
{\displaystyle \mathrm {d} s^{2}=c^{2}\mathrm {d} t^{2}-\mathrm {d} r^{2}-r^{2}\mathrm {d} \Omega ^{2}.\,}
直觀上說，這樣的結果是合理的：既然遠離了重力來源物體，時空理應變得近乎平直。具有這樣性質的度規稱作是漸進平直 (asymptotically flat)。

## 歷史
如其名，卡爾·史瓦西是第一個發現史瓦西度規的人。該精確解發現於1915年底，旋即在1916年初發表，只比廣義相對論本身晚幾個月發表而已。不過史瓦西在發表論文後不久便死於在第一世界大戰服役所得的疾病。
史瓦西解是除了顯然的平空間解之外，第一個為世人所知的愛因斯坦方程精確解。而在1916年，約翰內斯·德羅斯特以更簡單，更直接的方式獨立推導出了史瓦西解。
在廣義相對論發表之初，物理學家對史瓦西解，或其他解內的奇異點的意義不甚了解。事實上，在史瓦西的文章中，他將現今認為是事件視界的那點設為徑向座標的原點 ，而又在文章中引進了一個輔助座標，我們現今稱它為的史瓦西徑向座標，也就是上節公式中的{\displaystyle r}座標。
一個更完整的分析在隔年由大衛·希爾伯特給出，並且指出了兩個可能的奇異點  {\displaystyle r=0} 和 {\displaystyle r=r_{s}} 。當時一般認為  {\displaystyle r=0} 為一個真正幾何上的奇點，但是對於  {\displaystyle r=r_{s}} 的本質仍不清楚。
保羅·班勒衛和阿爾瓦·古爾斯特蘭德分別在1921和1922年獨立推導出愛因斯坦方程球對稱的真空解，他們在 {\displaystyle r=r_{s}}處並沒有奇點。在那時他們並不了解這個解是史瓦西解在其他座標下的形式。事實上，他們還用此解說明廣義相對論是有缺失的。如今這個解被稱為古爾斯特蘭德-班勒衛座標(Gullstrand–Painlevé coordinates)，顯示他只是史瓦西解的一個座標形式而已。
在 1924年，亞瑟·愛丁頓構造出了第一個座標變換，使得史瓦西解在  {\displaystyle r=r_{s}}處沒有奇點，也就是愛丁頓-芬克斯坦座標(Eddington–Finkelstein coordinates)。但是他似乎沒有意識到這個發現重要性。隨後在1932年，喬治·勒梅特給出了另一個在 {\displaystyle r=r_{s}}處沒有奇點的座標(勒梅特座標，Lemaître coordinates)，並且意識到 {\displaystyle r=r_{s}}處不是物理上真正的奇點。而在1939年，霍華德·羅伯遜證明了一個自由墜落的觀測者，只會在有限的原時通過 {\displaystyle r=r_{s}}處，雖然對一個在遠處的觀測者來說，需要耗費無限久的時間。
在1950年，約翰·辛格找出了整個史瓦西解的最大解析延拓形式，並且再次證明了 {\displaystyle r=r_{s}}處奇點只是個座標選擇造成的假象。之後類似的最大解析延拓解也獨立的被塞凱賴什·哲爾吉和馬丁·克魯斯卡爾發現。 而這座標如今被稱為克魯斯卡爾-塞凱賴什座標(Kruskal-Szekeres coordinates)。這個座標比辛格給出的座標還要簡單許多，但是兩者都是一套可以完整覆蓋所有史瓦西解的座標系統。話雖如此，可能是因為發表的期刊的關係，勒梅特和辛格的論文並沒有受到學界注意，使得眾多知名的物理學家，包括愛因斯坦，都認為在史瓦西半徑上的奇點是實際存在的。
隨後到了1960年代，一些更高等的數學工具例如微分幾何進入了廣義相對論的研究後，才有更多的進展。利用微分幾何的概念，勞倫茲流形上的奇點可以被精確的定義。而這讓整個史瓦西度規上的奇點完全地的確立下來。 並且正式的證明了{\displaystyle r=r_{s}}處只是一時空上的事件視界而已。

## 奇異點和事件視界
史瓦西度規在 {\displaystyle r=0} 和 {\displaystyle r=r_{s}}處是發散的，表示他們可能是奇異點。一般而言，史瓦西解只能描述一個球對稱星體外部的時空結構， 因此如果星體半徑 {\displaystyle R>r_{s}} 的話就無任何問題。對於一般的恆星，這條件幾乎在所有時候都會滿足。例如太陽半徑大約為 700,000 公里，但是其史瓦西半徑大約只有 3 公里。
實際上， {\displaystyle r=r_{s}}處是一個事件視界，他將整個時空分成兩個區域。 史瓦西外部解( Exterior Schwarzschild solution)，也就是 {\displaystyle r>r_{s}}的區域。它可以描述星體的外部結構。而史瓦西內部解 (Interior Schwarzschild solution) 則為 {\displaystyle 0\leq r<r_{s}} 的區域。他們是兩個互不重疊的局部坐標系 (又稱為座標卡, coordinate chart)，並且可視為互相獨立的解。在 {\displaystyle r=r_{s}}的地方並非是一個真實的奇異點。度規會發散是因為我們選了一個不恰當的座標系統，如果改用其他的座標系統，例如克魯斯卡爾-塞凱賴什座標，則在 {\displaystyle r=r_{s}}處就不會發散。而使用這樣的座標系統則可以讓我們把史瓦西外部解延伸到史瓦西內部解。
史瓦西內部解是一個完全合法的愛因斯坦方程解，但是他有許多有趣的性質。例如說，在內部裡面徑向座標 {\displaystyle r} 是類時的，而時間座標 {\displaystyle t} 是類空間的。也就是說，觀測者不可能維持在等徑向距離移動( {\displaystyle r} 是常數)。事實上因為觀測者的未來光錐永遠指向 {\displaystyle r} 變小的方向，所以任何在這個區域的觀測者都終將會碰到 {\displaystyle r=0} 處(奇異點)。因此 {\displaystyle r=r_{s}}處可以看成是一個界線，任何觀測者進入了這個界限之後將再也無法脫離黑洞，而任何在{\displaystyle r>r_{s}}的觀測者也無法接受到來自 {\displaystyle r<r_{s}} 處的訊息。
相對於 {\displaystyle r=r_{s}}處的事件視界，在 {\displaystyle r=0} 的地方是一個真正物理上的奇異點，又稱為重力奇異點(Gravitational singulartiy)。要證明他是真正的奇異點我們可以檢查幾個重要的座標不變量是否發散，例如柯瑞奇曼純量 (Kretschmann scalar)。而我們發現史瓦西度規的 柯瑞奇曼純量 是：
{\displaystyle R^{\alpha \beta \gamma \delta }R_{\alpha \beta \gamma \delta }={\frac {12r_{\mathrm {s} }^{2}}{r^{6}}}={\frac {48G^{2}M^{2}}{c^{4}r^{6}}}\,}
可以看得出來它在 {\displaystyle r=0} 處是發散的，因此這是一個真正的奇點。愛因斯坦方程無法描述此處的時空性質，物理學家也無法確定在在奇異點會發生甚麼事，或者它代表甚麼意義。一般相信需要一個完整的量子重力理論，或者一個考慮量子修效應的半古典重力才能解釋重力奇點的現象。在過去物理學家認為有這樣一個有重力奇異點的解是沒有物理意義的。但是隨著人們對廣義相對論有更深入的了解之後，他們意識到了這種有引力奇異點的解是很一般的現象。史瓦西度規的奇異點不是一個特殊的例外。

## 其他座標系統
除了上述的用的史瓦西座標之外，史瓦西度規也可以用其他的座標系統表示。不同的座標系統強調史瓦西解不同的特性。以下列出幾個常見的座標系統。注意在這裡光速設為1，亦即{\displaystyle c=1}，而
{\displaystyle d\Omega ^{2}=d\theta ^{2}+\sin ^{2}\theta \,d\varphi ^{2}}
是二維球面(2-sphere)上的標準度規。

### 愛丁頓-芬克斯坦座標
它的形式有兩種，分別為向內型和向外型。向內的座標為：
{\displaystyle ds^{2}=-\left(1-{\frac {r_{\mathrm {s} }}{r}}\right)\,dv^{2}+2\,dv\,dr+r^{2}\,d\Omega ^{2}}
而向外的座標為：
{\displaystyle ds^{2}=-\left(1-{\frac {r_{\mathrm {s} }}{r}}\right)\,du^{2}-2\,du\,dr+r^{2}\,d\Omega ^{2}}
他們在史瓦西半徑都是解析的，其中向內型的座標延伸到未來事件視界，而向外型的座標延伸到過去事件視界。

### 各向同性座標
它的座標形式為：
{\displaystyle ds^{2}=-{\frac {\left(1-{\frac {r_{\mathrm {s} }}{4R}}\right)^{2}}{\left(1+{\frac {r_{\mathrm {s} }}{4R}}\right)^{2}}}\,{dt}^{2}+\left(1+{\frac {r_{\mathrm {s} }}{4R}}\right)^{4}\,\left(dx^{2}+dy^{2}+dz^{2}\right)}
其中 {\displaystyle R={\sqrt {x^{2}+y^{2}+z^{2}}}}。它的光錐在等時間的切片上是同向的。

### 克魯斯卡爾-塞凱賴什座標
它的座標形式為：
{\displaystyle ds^{2}=-{\frac {4r_{\mathrm {s} }^{3}}{r}}e^{-{\frac {r}{r_{\mathrm {s} }}}}\,\left(dT^{2}-dR^{2}\right)+r^{2}\,d\Omega ^{2}}
其中 {\displaystyle r^{2}=r^{2}(T,R)} 為 {\displaystyle R} 和 {\displaystyle T} 的函數，它滿足以下的隱式方程：
{\displaystyle T^{2}-R^{2}=\left(1-{\frac {r}{r_{\mathrm {s} }}}\right)e^{\frac {r}{r_{\mathrm {s} }}}}
此度規一樣在史瓦西半徑處是解析的，而且它是整個史瓦西解的最大解析延拓形式。

### 其他
此外還有一些比較少用到的座標形式：
- 勒梅特座標 (Lemaître coordinates) {\displaystyle ds^{2}=-dT^{2}+{\frac {r_{\mathrm {s} }}{r}}\,dR^{2}-r^{2}\,d\Omega ^{2}}
- 古爾斯特蘭德-班勒衛座標(Gullstrand–Painlevé coordinates) {\displaystyle ds^{2}=-\left(1-{\frac {r_{\mathrm {s} }}{r}}\right)\,dT^{2}+2{\sqrt {\frac {r_{\mathrm {s} }}{r}}}\,dT\,dr-dr^{2}-r^{2}\,d\Omega ^{2}}

它們的特點都是在史瓦西半徑上是解析的。

## 封閉軌道

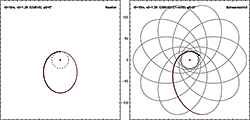
兩個自由物體分別在古典重力(左)和史瓦西度規(右)運動的情形。可以注意到在右邊的情況會有近日點進動。

對於一個在史瓦西黑洞自由運動的物體，在恰當的起始條件之下可能可以有封閉圓形軌道。這樣的軌道存不存在取決於物體離黑洞的距離。半徑為 {\displaystyle r>3r_{s}}的軌道是存在且穩定的。而半徑為介於{\displaystyle 1.5r_{s}}和 {\displaystyle 3r_{s}}之間的軌道存在，但是不穩定。而半徑小於{\displaystyle 1.5r_{s}}的軌道是不存在的。在軌道半徑趨近於最小值{\displaystyle 1.5r_{s}}時該物體的速度會趨近於光速。當然物體還是可以在擁有比{\displaystyle 1.5r_{s}}還要小的軌道，但是此時必須對物體施加外力讓它不掉進黑洞裡。
對於非圓形的軌道，物體的運動也會和古典牛頓重力預測的有所不同：物體不再會是封閉的原軌跡。定性而言，物體在近日點附近的時間會相較於古典重力預測的比較長。而一個物體掉進黑洞永遠不會再出來可以看成是這個特性的極端情況。

## 曲率張量
史瓦西度規的里奇曲率純量和里奇曲率張量皆為零，但是他的黎曼曲率張量則不一定為零，不為零的分量有：
{\displaystyle R^{t}{}_{rrt}=2R^{\theta }{}_{r\theta r}=2R^{\phi }{}_{r\phi r}={\frac {r_{s}}{r^{2}(r_{s}-r)}},}
{\displaystyle 2R^{t}{}_{\theta \theta t}=2R^{r}{}_{\theta \theta r}=R^{\phi }{}_{\theta \phi \theta }={\frac {r_{s}}{r}},}
{\displaystyle 2R^{t}{}_{\phi \phi t}=2R^{r}{}_{\phi \phi r}=-R^{\theta }{}_{\phi \phi \theta }={\frac {r_{s}\sin ^{2}\theta }{r}},}
{\displaystyle R^{r}{}_{trt}=-2R^{\theta }{}_{t\theta t}=-2R^{\phi }{}_{t\phi t}=c^{2}{\frac {r_{s}(r_{s}-r)}{r^{4}}}}
注意其他可以用曲率張量對稱性得到的分量不列在此表內。